# Eleições autárquicas portuguesas de 2001 no distrito de Viseu
| Eleições autárquicas portuguesas de 2001 Distritos: Aveiro \| Beja \| Braga \| Bragança \| Castelo Branco \| Coimbra \| Évora \| Faro \| Guarda \| Leiria \| Lisboa \| Portalegre \| Porto \| Santarém \| Setúbal \| Viana do Castelo \| Vila Real \| Viseu \| Açores \| Madeira |

## Resultados por concelho
Os resultados nos concelhos do Distrito de Viseu foram os seguintes:

### Armamar
| Partido                 | Partido                        | Votos | %               | +/-   | Vereadores | +/-     |
| ----------------------- | ------------------------------ | ----- | --------------- | ----- | ---------- | ------- |
|                         | Partido Social Democrata       | 3 195 | 65,59 / 100,00  | 5,04  | 4 / 5      | Estável |
|                         | Partido Popular                | 802   | 16,46 / 100,00  | 11,91 | 1 / 5      | 1       |
|                         | Partido Socialista             | 517   | 10,61 / 100,00  | 5,13  | 0 / 5      | 1       |
|                         | Coligação Democrática Unitária | 187   | 3,84 / 100,00   | 1,56  | 0 / 5      | Estável |
| Votos Inválidos         | Votos Inválidos                | 170   | 3,49 / 100,00   | 0,19  |            |         |
| Total                   | Total                          | 4 871 | 100,00 / 100,00 |       | 5 / 5      |         |
| Eleitorado/Participação | Eleitorado/Participação        | 7 071 | 68,89 / 100,00  | 1,10  |            |         |

### Carregal do Sal
| Partido                 | Partido                        | Votos | %               | +/-  | Vereadores | +/-     |
| ----------------------- | ------------------------------ | ----- | --------------- | ---- | ---------- | ------- |
|                         | Partido Social Democrata       | 3 454 | 61,06 / 100,00  | 1,86 | 4 / 5      | Estável |
|                         | Partido Socialista             | 1 588 | 28,07 / 100,00  | 0,56 | 1 / 5      | Estável |
|                         | Partido Popular                | 339   | 5,99 / 100,00   | 0,29 | 0 / 5      | Estável |
|                         | Coligação Democrática Unitária | 47    | 0,83 / 100,00   | 0,40 | 0 / 5      | Estável |
| Votos Inválidos         | Votos Inválidos                | 229   | 4,05 / 100,00   | 0,61 |            |         |
| Total                   | Total                          | 5 657 | 100,00 / 100,00 |      | 5 / 5      |         |
| Eleitorado/Participação | Eleitorado/Participação        | 9 434 | 59,96 / 100,00  | 1,22 |            |         |

### Castro Daire
| Partido                 | Partido                        | Votos  | %               | +/-   | Vereadores | +/-     |
| ----------------------- | ------------------------------ | ------ | --------------- | ----- | ---------- | ------- |
|                         | Partido Social Democrata       | 5 596  | 54,72 / 100,00  | 9,45  | 4 / 7      | 1       |
|                         | Partido Socialista             | 3 475  | 33,98 / 100,00  | 12,14 | 3 / 7      | 1       |
|                         | Partido Popular                | 611    | 5,97 / 100,00   | 2,03  | 0 / 7      | Estável |
|                         | Coligação Democrática Unitária | 113    | 1,11 / 100,00   | 0,42  | 0 / 7      | Estável |
|                         | Bloco de Esquerda              | 66     | 0,65 / 100,00   | Novo  | 0 / 7      | Novo    |
| Votos Inválidos         | Votos Inválidos                | 365    | 3,57 / 100,00   | 0,89  |            |         |
| Total                   | Total                          | 10 226 | 100,00 / 100,00 |       | 7 / 7      |         |
| Eleitorado/Participação | Eleitorado/Participação        | 15 677 | 65,23 / 100,00  | 2,38  |            |         |

### Cinfães
| Partido                 | Partido                        | Votos  | %               | +/-   | Vereadores | +/-     |
| ----------------------- | ------------------------------ | ------ | --------------- | ----- | ---------- | ------- |
|                         | Partido Socialista             | 5 864  | 44,15 / 100,00  | 8,50  | 4 / 7      | 1       |
|                         | Partido Social Democrata       | 5 611  | 42,25 / 100,00  | 10,58 | 3 / 7      | 1       |
|                         | Partido Popular                | 1 267  | 9,54 / 100,00   | 16,36 | 0 / 7      | 2       |
|                         | Coligação Democrática Unitária | 148    | 1,11 / 100,00   | 1,13  | 0 / 5      | Estável |
| Votos Inválidos         | Votos Inválidos                | 392    | 2,95 / 100,00   | 1,58  |            |         |
| Total                   | Total                          | 13 282 | 100,00 / 100,00 |       | 7 / 7      |         |
| Eleitorado/Participação | Eleitorado/Participação        | 19 275 | 68,91 / 100,00  | 6,47  |            |         |

### Lamego
| Partido                 | Partido                        | Votos  | %               | +/-  | Vereadores | +/-     |
| ----------------------- | ------------------------------ | ------ | --------------- | ---- | ---------- | ------- |
|                         | Partido Socialista             | 6 887  | 39,67 / 100,00  | 3,05 | 3 / 7      | Estável |
|                         | Partido Social Democrata       | 6 881  | 39,63 / 100,00  | 2,07 | 3 / 7      | Estável |
|                         | Partido Popular                | 2 630  | 15,15 / 100,00  | 1,75 | 1 / 7      | Estável |
|                         | Coligação Democrática Unitária | 298    | 1,72 / 100,00   | 0,95 | 0 / 5      | Estável |
| Votos Inválidos         | Votos Inválidos                | 666    | 3,83 / 100,00   | 0,18 |            |         |
| Total                   | Total                          | 17 362 | 100,00 / 100,00 |      | 7 / 7      |         |
| Eleitorado/Participação | Eleitorado/Participação        | 25 771 | 67,37 / 100,00  | 0,11 |            |         |

### Mangualde
| Partido                 | Partido                        | Votos  | %               | +/-   | Vereadores | +/-     |
| ----------------------- | ------------------------------ | ------ | --------------- | ----- | ---------- | ------- |
|                         | PSD-CDS                        | 7 642  | 62,75 / 100,00  | -     | 5 / 7      | -       |
|                         | Partido Socialista             | 3 819  | 31,36 / 100,00  | 12,15 | 2 / 7      | 1       |
|                         | Coligação Democrática Unitária | 220    | 1,81 / 100,00   | 0,57  | 0 / 7      | Estável |
| Votos Inválidos         | Votos Inválidos                | 498    | 4,08 / 100,00   | 1,13  |            |         |
| Total                   | Total                          | 12 179 | 100,00 / 100,00 |       | 7 / 7      |         |
| Eleitorado/Participação | Eleitorado/Participação        | 18 934 | 64,32 / 100,00  | 1,78  |            |         |

### Moimenta da Beira
| Partido                 | Partido                        | Votos  | %               | +/-  | Vereadores | +/-     |
| ----------------------- | ------------------------------ | ------ | --------------- | ---- | ---------- | ------- |
|                         | Partido Social Democrata       | 3 786  | 51,28 / 100,00  | 3,60 | 4 / 7      | Estável |
|                         | Partido Socialista             | 2 760  | 37,38 / 100,00  | 3,46 | 3 / 7      | Estável |
|                         | Partido Popular                | 438    | 5,93 / 100,00   | 0,94 | 0 / 7      | Estável |
|                         | Coligação Democrática Unitária | 112    | 1,52 / 100,00   | 0,74 | 0 / 7      | Estável |
| Votos Inválidos         | Votos Inválidos                | 287    | 3,89 / 100,00   | 0,34 |            |         |
| Total                   | Total                          | 7 383  | 100,00 / 100,00 |      | 7 / 7      |         |
| Eleitorado/Participação | Eleitorado/Participação        | 10 823 | 68,22 / 100,00  | 2,62 |            |         |

### Mortágua
| Partido                 | Partido                        | Votos | %               | +/-  | Vereadores | +/-     |
| ----------------------- | ------------------------------ | ----- | --------------- | ---- | ---------- | ------- |
|                         | Partido Socialista             | 3 068 | 51,97 / 100,00  | 7,08 | 3 / 5      | Estável |
|                         | Partido Social Democrata       | 2 397 | 40,61 / 100,00  | 7,22 | 2 / 5      | Estável |
|                         | Partido Popular                | 98    | 1,66 / 100,00   | -    | 0 / 5      | -       |
|                         | Coligação Democrática Unitária | 73    | 1,24 / 100,00   | 1,32 | 0 / 5      | Estável |
| Votos Inválidos         | Votos Inválidos                | 267   | 4,52 / 100,00   | 0,47 |            |         |
| Total                   | Total                          | 5 903 | 100,00 / 100,00 |      | 5 / 5      |         |
| Eleitorado/Participação | Eleitorado/Participação        | 9 531 | 61,93 / 100,00  | 3,92 |            |         |

### Nelas
| Partido                 | Partido                        | Votos  | %               | +/-   | Vereadores | +/-     |
| ----------------------- | ------------------------------ | ------ | --------------- | ----- | ---------- | ------- |
|                         | Partido Socialista             | 3 140  | 46,72 / 100,00  | 2,69  | 4 / 7      | Estável |
|                         | Partido Social Democrata       | 2 021  | 30,07 / 100,00  | 8,05  | 2 / 7      | 1       |
|                         | Partido Popular                | 1 206  | 17,94 / 100,00  | 11,04 | 1 / 7      | 1       |
|                         | Bloco de Esquerda              | 68     | 1,01 / 100,00   | Novo  | 0 / 7      | Novo    |
|                         | Coligação Democrática Unitária | 33     | 0,49 / 100,00   | 0,69  | 0 / 7      | Estável |
| Votos Inválidos         | Votos Inválidos                | 252    | 3,75 / 100,00   | 0,02  |            |         |
| Total                   | Total                          | 6 721  | 100,00 / 100,00 |       | 7 / 7      |         |
| Eleitorado/Participação | Eleitorado/Participação        | 12 863 | 69,52 / 100,00  | 4,12  |            |         |

### Oliveira de Frades
| Partido                 | Partido                        | Votos | %               | +/-   | Vereadores | +/-     |
| ----------------------- | ------------------------------ | ----- | --------------- | ----- | ---------- | ------- |
|                         | Partido Social Democrata       | 3 193 | 48,10 / 100,00  | 10,97 | 3 / 5      | 1       |
|                         | Partido Socialista             | 2 696 | 40,61 / 100,00  | 11,40 | 2 / 5      | 1       |
|                         | Partido Popular                | 474   | 7,14 / 100,00   | 1,68  | 0 / 5      | Estável |
|                         | Coligação Democrática Unitária | 87    | 1,31 / 100,00   | 1,42  | 0 / 5      | Estável |
| Votos Inválidos         | Votos Inválidos                | 188   | 2,84 / 100,00   | 0,69  |            |         |
| Total                   | Total                          | 6 638 | 100,00 / 100,00 |       | 5 / 5      |         |
| Eleitorado/Participação | Eleitorado/Participação        | 8 792 | 75,50 / 100,00  | 2,50  |            |         |

### Penalva do Castelo
| Partido                 | Partido                        | Votos | %               | +/-   | Vereadores | +/-     |
| ----------------------- | ------------------------------ | ----- | --------------- | ----- | ---------- | ------- |
|                         | Partido Social Democrata       | 3 560 | 60,02 / 100,00  | 24,68 | 3 / 5      | 1       |
|                         | Partido Socialista             | 1 988 | 33,52 / 100,00  | 26,58 | 2 / 5      | 2       |
|                         | Coligação Democrática Unitária | 182   | 3,07 / 100,00   | 2,43  | 0 / 5      | Estável |
| Votos Inválidos         | Votos Inválidos                | 201   | 3,39 / 100,00   | 0,72  |            |         |
| Total                   | Total                          | 5 931 | 100,00 / 100,00 |       | 5 / 5      |         |
| Eleitorado/Participação | Eleitorado/Participação        | 8 442 | 70,26 / 100,00  | 1,77  |            |         |

### Penedono
| Partido                 | Partido                        | Votos | %               | +/-   | Vereadores | +/-     |
| ----------------------- | ------------------------------ | ----- | --------------- | ----- | ---------- | ------- |
|                         | Partido Social Democrata       | 1 358 | 59,38 / 100,00  | 11,33 | 3 / 5      | Estável |
|                         | Grupo de Cidadãos              | 768   | 33,58 / 100,00  | Novo  | 2 / 5      | Novo    |
|                         | Partido Popular                | 38    | 1,66 / 100,00   | -     | 0 / 5      | -       |
|                         | Coligação Democrática Unitária | 33    | 1,44 / 100,00   | 23,49 | 0 / 5      | 1       |
| Votos Inválidos         | Votos Inválidos                | 90    | 3,94 / 100,00   | 0,09  |            |         |
| Total                   | Total                          | 2 287 | 100,00 / 100,00 |       | 5 / 5      |         |
| Eleitorado/Participação | Eleitorado/Participação        | 3 303 | 69,24 / 100,00  | 2,16  |            |         |

### Resende
| Partido                 | Partido                        | Votos  | %               | +/-   | Vereadores | +/-     |
| ----------------------- | ------------------------------ | ------ | --------------- | ----- | ---------- | ------- |
|                         | Partido Socialista             | 4 950  | 56,97 / 100,00  | 14,45 | 4 / 7      | 1       |
|                         | Partido Social Democrata       | 3 410  | 39,25 / 100,00  | 12,01 | 3 / 7      | 1       |
|                         | Coligação Democrática Unitária | 78     | 0,90 / 100,00   | 0,04  | 0 / 7      | Estável |
| Votos Inválidos         | Votos Inválidos                | 251    | 2,89 / 100,00   | 0,11  |            |         |
| Total                   | Total                          | 8 689  | 100,00 / 100,00 |       | 7 / 7      |         |
| Eleitorado/Participação | Eleitorado/Participação        | 11 645 | 74,62 / 100,00  | 2,57  |            |         |

### Santa Comba Dão
| Partido                 | Partido                        | Votos  | %               | +/-  | Vereadores | +/-     |
| ----------------------- | ------------------------------ | ------ | --------------- | ---- | ---------- | ------- |
|                         | Partido Socialista             | 3 820  | 50,61 / 100,00  | 2,43 | 4 / 7      | Estável |
|                         | Partido Social Democrata       | 3 163  | 41,91 / 100,00  | 2,32 | 3 / 7      | Estável |
|                         | Partido Popular                | 188    | 2,49 / 100,00   | 0,37 | 0 / 7      | Estável |
|                         | Coligação Democrática Unitária | 105    | 1,39 / 100,00   | 0,52 | 0 / 7      | Estável |
|                         | Bloco de Esquerda              | 67     | 0,89 / 100,00   | Novo | 0 / 7      | Novo    |
| Votos Inválidos         | Votos Inválidos                | 205    | 2,72 / 100,00   | 1,14 |            |         |
| Total                   | Total                          | 7 548  | 100,00 / 100,00 |      | 7 / 7      |         |
| Eleitorado/Participação | Eleitorado/Participação        | 11 247 | 67,11 / 100,00  | 1,15 |            |         |

### São João da Pesqueira
| Partido                 | Partido                        | Votos | %               | +/-  | Vereadores | +/-     |
| ----------------------- | ------------------------------ | ----- | --------------- | ---- | ---------- | ------- |
|                         | Partido Social Democrata       | 3 977 | 73,58 / 100,00  | 4,39 | 4 / 5      | 1       |
|                         | Partido Socialista             | 911   | 16,85 / 100,00  | 2,74 | 1 / 5      | 1       |
|                         | Partido Popular                | 236   | 4,37 / 100,00   | -    | 0 / 5      | -       |
|                         | Coligação Democrática Unitária | 73    | 1,35 / 100,00   | 1,33 | 0 / 5      | Estável |
| Votos Inválidos         | Votos Inválidos                | 208   | 3,85 / 100,00   | 1,39 |            |         |
| Total                   | Total                          | 5 405 | 100,00 / 100,00 |      | 5 / 5      |         |
| Eleitorado/Participação | Eleitorado/Participação        | 7 818 | 69,14 / 100,00  | 4,08 |            |         |

### São Pedro do Sul
| Partido                 | Partido                        | Votos  | %               | +/-   | Vereadores | +/-     |
| ----------------------- | ------------------------------ | ------ | --------------- | ----- | ---------- | ------- |
|                         | Partido Social Democrata       | 7 162  | 59,76 / 100,00  | 14,32 | 5 / 7      | 2       |
|                         | Partido Socialista             | 3 000  | 25,03 / 100,00  | 21,11 | 2 / 7      | 2       |
|                         | Grupo de Cidadãos              | 1 011  | 8,44 / 100,00   | Novo  | 0 / 7      | Novo    |
|                         | Partido Popular                | 221    | 1,84 / 100,00   | 0,09  | 0 / 7      | Estável |
|                         | Coligação Democrática Unitária | 174    | 1,45 / 100,00   | 1,99  | 0 / 7      | Estável |
| Votos Inválidos         | Votos Inválidos                | 416    | 3,47 / 100,00   | 0,42  |            |         |
| Total                   | Total                          | 11 984 | 100,00 / 100,00 |       | 7 / 7      |         |
| Eleitorado/Participação | Eleitorado/Participação        | 17 056 | 70,26 / 100,00  | 1,31  |            |         |

### Sátão
| Partido                 | Partido                        | Votos  | %               | +/-   | Vereadores | +/-     |
| ----------------------- | ------------------------------ | ------ | --------------- | ----- | ---------- | ------- |
|                         | Partido Social Democrata       | 3 286  | 38,80 / 100,00  | 15,17 | 3 / 7      | 1       |
|                         | Partido Socialista             | 2 638  | 31,15 / 100,00  | 3,13  | 2 / 7      | 1       |
|                         | Partido da Terra               | 2 015  | 23,80 / 100,00  | -     | 2 / 7      | -       |
|                         | Partido Popular                | 188    | 2,22 / 100,00   | 5,17  | 0 / 7      | Estável |
|                         | Coligação Democrática Unitária | 48     | 0,57 / 100,00   | 0,26  | 0 / 7      | Estável |
| Votos Inválidos         | Votos Inválidos                | 293    | 3,46 / 100,00   | 0,08  |            |         |
| Total                   | Total                          | 8 468  | 100,00 / 100,00 |       | 7 / 7      |         |
| Eleitorado/Participação | Eleitorado/Participação        | 11 813 | 71,68 / 100,00  | 9,17  |            |         |

### Sernancelhe
| Partido                 | Partido                        | Votos | %               | +/-   | Vereadores | +/-     |
| ----------------------- | ------------------------------ | ----- | --------------- | ----- | ---------- | ------- |
|                         | Partido Social Democrata       | 2 553 | 51,61 / 100,00  | 2,73  | 3 / 5      | Estável |
|                         | Partido Socialista             | 2 157 | 43,60 / 100,00  | 19,09 | 2 / 5      | 1       |
|                         | Partido Popular                | 104   | 2,10 / 100,00   | 14,63 | 0 / 5      | 1       |
|                         | Coligação Democrática Unitária | 19    | 0,38 / 100,00   | 0,48  | 0 / 5      | Estável |
| Votos Inválidos         | Votos Inválidos                | 114   | 2,31 / 100,00   | 1,24  |            |         |
| Total                   | Total                          | 4 947 | 100,00 / 100,00 |       | 5 / 5      |         |
| Eleitorado/Participação | Eleitorado/Participação        | 6 500 | 76,11 / 100,00  | 3,76  |            |         |

### Tabuaço
| Partido                 | Partido                        | Votos | %               | +/-   | Vereadores | +/-     |
| ----------------------- | ------------------------------ | ----- | --------------- | ----- | ---------- | ------- |
|                         | Partido Social Democrata       | 2 521 | 53,41 / 100,00  | 4,01  | 3 / 5      | Estável |
|                         | Partido Socialista             | 1 643 | 34,81 / 100,00  | 14,75 | 2 / 5      | 1       |
|                         | Partido Popular                | 300   | 6,36 / 100,00   | 20,06 | 0 / 5      | 1       |
|                         | Coligação Democrática Unitária | 42    | 0,89 / 100,00   | 0,29  | 0 / 5      | Estável |
| Votos Inválidos         | Votos Inválidos                | 214   | 4,54 / 100,00   | 1,02  |            |         |
| Total                   | Total                          | 4 720 | 100,00 / 100,00 |       | 5 / 5      |         |
| Eleitorado/Participação | Eleitorado/Participação        | 6 516 | 72,44 / 100,00  | 1,47  |            |         |

### Tarouca
| Partido                 | Partido                        | Votos | %               | +/-   | Vereadores | +/-     |
| ----------------------- | ------------------------------ | ----- | --------------- | ----- | ---------- | ------- |
|                         | Partido Socialista             | 3 030 | 62,89 / 100,00  | 20,75 | 4 / 5      | 1       |
|                         | Partido Social Democrata       | 1 464 | 30,39 / 100,00  | 3,63  | 1 / 5      | 1       |
|                         | Coligação Democrática Unitária | 145   | 3,01 / 100,00   | 5,13  | 0 / 5      | Estável |
| Votos Inválidos         | Votos Inválidos                | 179   | 3,71 / 100,00   | 0,32  |            |         |
| Total                   | Total                          | 4 818 | 100,00 / 100,00 |       | 5 / 5      |         |
| Eleitorado/Participação | Eleitorado/Participação        | 7 358 | 65,48 / 100,00  | 1,71  |            |         |

### Tondela
| Partido                 | Partido                        | Votos  | %               | +/-   | Vereadores | +/-     |
| ----------------------- | ------------------------------ | ------ | --------------- | ----- | ---------- | ------- |
|                         | Partido Social Democrata       | 13 864 | 73,06 / 100,00  | 18,74 | 6 / 7      | 1       |
|                         | Partido Socialista             | 3 807  | 20,06 / 100,00  | 8,46  | 1 / 7      | 1       |
|                         | Coligação Democrática Unitária | 546    | 2,88 / 100,00   | 0,06  | 0 / 7      | Estável |
| Votos Inválidos         | Votos Inválidos                | 759    | 4,00 / 100,00   | 1,23  |            |         |
| Total                   | Total                          | 18 976 | 100,00 / 100,00 |       | 7 / 7      |         |
| Eleitorado/Participação | Eleitorado/Participação        | 28 538 | 66,49 / 100,00  | 3,16  |            |         |

### Vila Nova de Paiva
| Partido                 | Partido                        | Votos | %               | +/-     | Vereadores | +/-     |
| ----------------------- | ------------------------------ | ----- | --------------- | ------- | ---------- | ------- |
|                         | Partido Socialista             | 2 331 | 59,68 / 100,00  | 22,77   | 4 / 5      | 2       |
|                         | Partido Social Democrata       | 907   | 23,22 / 100,00  | 3,41    | 1 / 5      | Estável |
|                         | Partido Popular                | 399   | 10,22 / 100,00  | 21,68   | 0 / 5      | 2       |
|                         | Coligação Democrática Unitária | 109   | 2,79 / 100,00   | 1,59    | 0 / 5      | Estável |
| Votos Inválidos         | Votos Inválidos                | 160   | 4,09 / 100,00   | 0,73    |            |         |
| Total                   | Total                          | 3 906 | 100,00 / 100,00 |         | 5 / 5      |         |
| Eleitorado/Participação | Eleitorado/Participação        | 5 578 | 70,03 / 100,00  | Estável |            |         |

### Viseu
| Partido                 | Partido                        | Votos  | %               | +/-  | Vereadores | +/-     |
| ----------------------- | ------------------------------ | ------ | --------------- | ---- | ---------- | ------- |
|                         | Partido Social Democrata       | 29 335 | 62,06 / 100,00  | 7,40 | 7 / 9      | 1       |
|                         | Partido Socialista             | 11 532 | 24,40 / 100,00  | 7,82 | 2 / 9      | 1       |
|                         | Partido Popular                | 2 905  | 6,15 / 100,00   | 2,02 | 0 / 9      | Estável |
|                         | Bloco de Esquerda              | 890    | 1,88 / 100,00   | Novo | 0 / 9      | Novo    |
|                         | Coligação Democrática Unitária | 782    | 1,65 / 100,00   | 0,41 | 0 / 9      | Estável |
|                         | Partido Humanista              | 144    | 0,30 / 100,00   | Novo | 0 / 9      | Novo    |
| Votos Inválidos         | Votos Inválidos                | 1 679  | 3,55 / 100,00   | 0,25 |            |         |
| Total                   | Total                          | 47 267 | 100,00 / 100,00 |      | 9 / 9      |         |
| Eleitorado/Participação | Eleitorado/Participação        | 79 712 | 59,30 / 100,00  | 2,91 |            |         |

### Vouzela
| Partido                 | Partido                        | Votos  | %               | +/-   | Vereadores | +/-     |
| ----------------------- | ------------------------------ | ------ | --------------- | ----- | ---------- | ------- |
|                         | Partido Social Democrata       | 3 825  | 50,32 / 100,00  | 6,67  | 4 / 7      | 1       |
|                         | Partido Socialista             | 2 819  | 37,08 / 100,00  | 12,04 | 3 / 7      | 1       |
|                         | Grupo de Cidadãos              | 438    | 5,76 / 100,00   | Novo  | 0 / 7      | Novo    |
|                         | Partido Popular                | 185    | 2,43 / 100,00   | -     | 0 / 7      | -       |
|                         | Coligação Democrática Unitária | 119    | 1,57 / 100,00   | 2,71  | 0 / 7      | Estável |
| Votos Inválidos         | Votos Inválidos                | 216    | 2,84 / 100,00   | 0,11  |            |         |
| Total                   | Total                          | 7 602  | 100,00 / 100,00 |       | 7 / 7      |         |
| Eleitorado/Participação | Eleitorado/Participação        | 10 651 | 71,37 / 100,00  | 1,47  |            |         |